# Home Run Baker
John Franklin Baker (Trappe, Maryland, 13 de marzo de 1886-Trappe, Maryland, 28 de junio de 1963), más conocido como Home Run Baker, fue un jugador profesional estadounidense de béisbol que se desempeñó en la posición de tercera base en las Grandes Ligas de Béisbol (MLB). Es miembro del Salón de la Fama del Béisbol.

## Carrera
Baker jugó como profesional siete temporadas en Philadelphia Athletics (1908-1914), después pasó a New York Yankees, donde jugó seis temporadas (1916-1919, 1921-1922), y fue el equipo en el que se retiró.

## Reconocimiento
En 1955, ingresó como miembro al Salón de la Fama del Béisbol.